# 南隘里
南隘里為台灣新竹市香山區轄下之一里，也是新竹市最南端的部份。

## 歷史
1946年戰後大字改制為里，1950年隨香山鄉的設立而改稱南隘村，1982年7月，新竹市再度升格為省轄市，香山鄉再度併入成為香山區，村再度改制為里。由於人口增加，南隘地區拆分為南隘里及中隘里。

## 交通
國道1號又稱「中山高速公路」，是台灣西部最早興建的縱向高速公路，大致以東北－西南走向轉縱向經過南隘里東南部，里內未設交流道，南側最近的是位於頭份地區縣道124甲線路口的頭份交流道，由此進入可快速前往台灣西部國道1號沿線各地。

## 景點

### 寺廟
- 南隘境福宮
- 南興宮
- 帝王宮
- 新竹南隘昊天宮

## 設施

### 學校
- 新竹市香山區南隘國民小學[3]